# Мэннинг, Уэйн Эйер
Уэйн Эйер Мэннинг (англ. Wayne Eyer Manning или англ. Wayne Manning, 12 апреля 1899 — 8 февраля 2004) — американский ботаник, почётный профессор ботаники Университета Бакнелл.

## Биография
Уэйн Эйер Мэннинг родился 12 апреля 1899 года.
Мэннинг получил степень бакалавра в Oberlin College в 1920 году и степень доктора философии в Корнеллском университете в 1926 году.
Уэйн Эйер Мэннинг преподавал в Корнеллском университете в течение 1 года и в Иллинойсском университете в Урбана-Шампейн в течение 1 года, прежде чем присоединиться к профессорско-преподавательскому составу Smith College, где он преподавал с 1928 по 1941 год.
В 1945 году Мэннинг присоединился к профессорско-преподавательскому составу Университета Бакнелл. Он уволился из Университета Бакнелл в 1968 году.
Его исследования и более 40 публикаций по семейству Ореховые остаются основополагающими работами по анатомии и таксономии этого семейства.
Уэйн Эйер Мэннинг умер 8 февраля 2004 года в возрасте 104 лет.

## Научная деятельность
Уэйн Эйер Мэннинг специализировался на семенных растениях.

## Публикации
Уэйн Эйер Мэннинг является автором более 40 публикаций по семейству Ореховые.